# Санатовська Софія Остапівна
Софія Остапівна Санатовська (12 листопада 1941, село Чолгині, тепер Яворівського району Львівської області) — українська радянська діячка, ланкова колгоспу «Україна» Яворівського району Львівської області. Депутат Верховної Ради УРСР 9—10-го скликань.

## Біографія
Освіта середня.
З 1956 року — колгоспниця, ланкова колгоспу «Україна» села Чолгині Яворівського району Львівської області.
Потім — на пенсії в селі Чолгині Яворівського району Львівської області.

## Нагороди
- ордени
- медалі